# Klaus-Dieter Budras

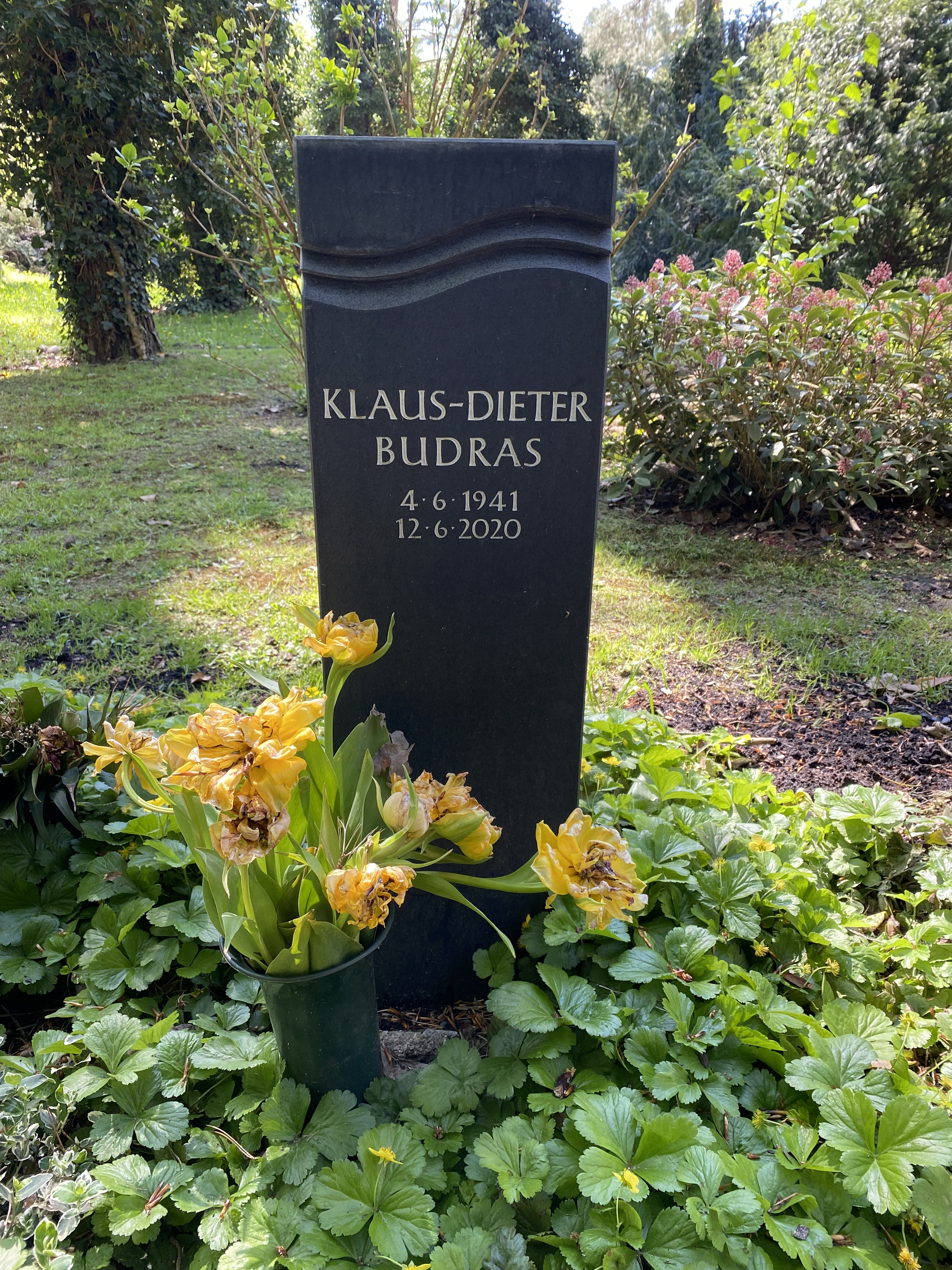
Grabstätte auf dem Waldfriedhof Zehlendorf

Klaus-Dieter Budras (* 4. Juni 1941; † 12. Juni 2020 in Berlin) war ein deutscher Tierarzt, Veterinär-Anatom und Hochschullehrer an der Freien Universität Berlin.

## Werdegang
Budras studierte an der Freien Universität Berlin Tiermedizin und begann danach eine Tätigkeit am Institut für Tieranatomie der FU Berlin. 1967 wurde er promoviert, 1971 habilitierte er sich mit der Arbeit Das Epoophoron der Henne und die Transformation seiner Epithelzellen in Interrenal- und Interstitialzellen und wurde kurz darauf als C2-Professor an die FU Berlin berufen. 1983 wurde ihm der Lehrstuhl für Tieranatomie an der FU Berlin übertragen. Einen Ruf an die Veterinärmedizinische Universität Wien lehnte er 1990 ab.
Budras' Hauptforschungsgebiet war der Huf des Pferdes. Darüber hinaus etablierte er mehrere Lehrbücher in Form von Atlanten: 1983 den Atlas der Anatomie des Hundes, 1991 den Atlas der Anatomie des Pferdes und 2002 den Atlas der Anatomie des Rindes. Alle drei erschienen seitdem in mehreren Auflagen und wurden in einige andere Sprachen übersetzt.
Die Grabstätte Klaus-Dieter Budras' befindet sich auch dem Waldfriedhof Zehlendorf. 